# Colpotrochia kumatai
Colpotrochia kumatai är en stekelart som beskrevs av Kusigemati 1985. Colpotrochia kumatai ingår i släktet Colpotrochia och familjen brokparasitsteklar. Inga underarter finns listade i Catalogue of Life.